# 2. HNL 2008/09
Die 2. HNL 2008/09 war die 18. Spielzeit der zweiten kroatischen Fußballliga. Die Saison begann am 23. August 2008 und endete am 30. Mai 2009.

## Modus
Die 16 teilnehmenden Mannschaften traten an 30 Spieltagen jeweils zweimal gegeneinander an.

## Vereine
| Verein                  | Stadt          | Stadion                    | Kapazität |
| ----------------------- | -------------- | -------------------------- | --------- |
| Međimurje Čakovec       | Čakovec        | Stadion SRC Mladost        | 8.000     |
| NK Hrvatski dragovoljac | Zagreb         | Stadion NŠC Stjepan Spajić | 5.000     |
| NK Istra 1961           | Pula           | Stadion Veruda             | 2.500     |
| NK Solin                | Solin          | Pokraj Jadra               | 4.000     |
| NK Segesta Sisak        | Sisak          | Gradski Stadion            | 8.000     |
| NK Junak Sinj           | Sinj           | Gradski Stadion            | 3.096     |
| HNK Suhopolje           | Suhopolje      | Stadion Park               | 8.000     |
| HNK Trogir              | Split          | Stadion Poljud             | 34.4480   |
| NK Imotski              | Imotski        | Stadion Gospin dolac       | 4.000     |
| NK Lokomotiva Zagreb    | Zagreb         | Stadion Kranjčevićeva      | 8.850     |
| NK Pomorac Kostrena     | Kostrena       | Žuknica                    | 3.000     |
| NK Vinogradar           | Jastrebarsko   | Mladina                    | 2.000     |
| NK Slavonac             | Stari Perkovci | Dobrevo                    | 1.000     |
| HNŠK Moslavina Kutina   | Kutina         | Gradski Stadion            | 8.000     |
| NK Mosor Žrnovnica      | Žrnovnica      | Stadion u Pricviću         | 3.000     |
| NK Karlovac             | Karlovac       | Branko Čavlović-Čavlek     | 12.0000   |

## Abschlusstabelle
| Pl. | Verein                   | Sp. | S  | U  | N  | Tore    | Diff. | Punkte |
| --- | ------------------------ | --- | -- | -- | -- | ------- | ----- | ------ |
| 1.  | NK Istra 1961            | 30  | 18 | 6  | 6  | 046:200 | +26   | 60     |
| 2.  | NK Karlovac (N)          | 30  | 18 | 5  | 7  | 050:240 | +26   | 59     |
| 3.  | NK Lokomotiva Zagreb (N) | 30  | 18 | 5  | 7  | 050:300 | +20   | 59     |
| 4.  | NK Slavonac 1            | 30  | 15 | 12 | 3  | 039:180 | +21   | 57     |
| 5.  | Međimurje Čakovec (A)    | 30  | 16 | 2  | 12 | 061:340 | +27   | 50     |
| 6.  | NK Hrvatski dragovoljac  | 30  | 13 | 10 | 7  | 038:360 | +2    | 49     |
| 7.  | NK Solin                 | 30  | 14 | 5  | 11 | 037:310 | +6    | 47     |
| 8.  | NK Vinogradar            | 30  | 11 | 7  | 12 | 040:500 | −10   | 40     |
| 9.  | NK Imotski               | 30  | 10 | 4  | 16 | 031:450 | −14   | 34     |
| 10. | HNK Suhopolje (N)        | 30  | 8  | 9  | 13 | 033:370 | −4    | 33     |
| 11. | NK Segesta Sisak         | 30  | 8  | 9  | 13 | 033:470 | −14   | 33     |
| 12. | NK Junak Sinj (N)        | 30  | 9  | 6  | 15 | 035:510 | −16   | 33     |
| 13. | NK Pomorac Kostrena      | 30  | 9  | 5  | 16 | 029:450 | −16   | 32     |
| 14. | NK Mosor Žrnovnica       | 30  | 8  | 6  | 16 | 025:440 | −19   | 30     |
| 15. | HNŠK Moslavina Kutina    | 30  | 7  | 7  | 16 | 033:510 | −18   | 28     |
| 16. | HNK Trogir               | 30  | 3  | 12 | 15 | 032:490 | −17   | 21     |

Platzierungskriterien: 1. Punkte – 2. Tordifferenz – 3. geschossene Tore

| (A) | Absteiger aus der 1. HNL 2007/08  |
| (N) | Aufsteiger aus der 3. HNL 2007/08 |

## Relegation
| Datum            |                         | Gesamt |                    | Hinspiel | Rückspiel |
| ---------------- | ----------------------- | ------ | ------------------ | -------- | --------- |
| 11. und 14. Juni | NK Hrvatski dragovoljac | 1:2    | NK Croatia Sesvete | 0:0      | 1:2       |

## Torschützenliste
| Pl. | Name              | Mannschaft        | Tore |
| --- | ----------------- | ----------------- | ---- |
| 1.  | Marijan Vuka      | Međimurje Čakovec | 19   |
| 2.  | Denis Ljuta       | NK Solin          | 13   |
| 2.  | Romano Obilinović | NK Imotski        | 13   |
| 4.  | Zoran Zekić       | NK Segesta Sisak  | 11   |
| 4.  | Bojan Golubović   | NK Slavonac       | 11   |
| 4.  | Pinheiro          | NK Vinogradar     | 11   |
| 4.  | Ivica Žuljević    | Međimurje Čakovec | 11   |
| 8.  | MarIvan Lišnić    | NK Karlovac       | 10   |
| 9.  | Eliomar           | Međimurje Čakovec | 09   |
| 9.  | Hrvoje Mišić      | NK Slavonac       | 09   |